# Campionat d'Europa d'atletisme en pista coberta de 1979
El Campionat d'Europa d'atletisme en pista coberta de 1979 fou la desena edició del Campionat d'Europa d'atletisme en pista coberta. La competició es digué a terme a la ciutat de Viena (Àustria) entre els dies 24 i 25 de febrer de 1979 sota l'organització de l'Associació Europea d'Atletisme (AEA) i la Federació Austríaca d'atletisme.
La competició es dugué a terme al complex Ferry-Dusika-Hallenstadion de la ciutat de Viena.

## Participants
Hi participaren un total de 210 atletes de 24 nacions diferents:
- Àustria (14)
- Bèlgica (5)
- Bulgària (10)
- Dinamarca (2)
- Espanya (5)
- Finlàndia (12)
- França (10)
- Hongria (7)
- Irlanda (3)
- Itàlia (16)
- Iugoslàvia (9)
- Noruega (2)
- Països Baixos (4)
- Polònia (13)
- Portugal (1)
- Regne Unit (10)
- RDA (17)
- RFA (16)
- Romania (4)
- Suècia (4)
- Suïssa (6)
- Turquia (1)
- Txecoslovàquia (11)
- Unió Soviètica (28)

## Resutats

### Categoria masculina
| Event                      | Or                          | Or      | Plata                    | Plata   | Bronze                             | Bronze  |
| 60 metres llisos detalls   | Marian Woronin (POL)        | 6.57    | Leszek Dunecki (POL)     | 6.62    | Petar Petrov (BUL)                 | 6.63    |
| 400 metres llisos detalls  | Karel Kolář (TCH)           | 46.21   | Stefano Malinverni (ITA) | 46.59   | Horia Toboc (ROM)                  | 46.86   |
| 800 metres llisos detalls  | Antonio Páez (ESP)          | 1:47.4a | Binko Kolev (BUL)        | 1:47.8a | András Paróczai (HUN)              | 1:48.2a |
| 1500 metres llisos detalls | Eamonn Coghlan (IRL)        | 3:41.8a | Thomas Wessinghage (FRG) | 3:42.2a | John Robson (GBR)                  | 3:42.8a |
| 3000 metres llisos detalls | Markus Ryffel (SUI)         | 7:44.43 | Christoph Herle (FRG)    | 7:45.44 | Aleksandr Fedotkin (URS)           | 7:45.50 |
| 60 metres tanques detalls  | Thomas Munkelt (GDR)        | 7.59    | Arto Bryggare (FIN)      | 7.67    | Eduard Pereverzev (URS)            | 7.70    |
| Salt d'alçada detalls      | Vladimir Yashchenko (URS)   | 2.26    | Gennadiy Belkov (URS)    | 2.26    | Plantilla:Interlanguage link (FRG) | 2.24    |
| Salt amb perxa detalls     | Władysław Kozakiewicz (POL) | 5.58    | Konstantin Volkov (URS)  | 5.45    | Vladimir Trofimenko (URS)          | 5.45    |
| Salt de llargada detalls   | Vladimir Tsepelyov (URS)    | 7.88    | Valeriy Podluzhniy (URS) | 7.86    | Lutz Franke (GDR)                  | 7.80    |
| Triple salt detalls        | Gennadiy Valyukevich (URS)  | 17.02   | Anatoliy Piskulin (URS)  | 16.97   | Jaak Uudmäe (URS)                  | 16.91   |
| Llançament de pes detalls  | Reijo Ståhlberg (FIN)       | 20.47   | Geoff Capes (GBR)        | 20.23   | Vladimir Kiselyov (URS)            | 20.01   |

### Categoria femenina
| Event                      | Or                      | Or      | Plata                       | Plata   | Bronze                     | Bronze  |
| 60 metres llisos detalls   | Marlies Göhr (GDR)      | 7.16    | Marita Koch (GDR)           | 7.19    | Lyudmila Storozhkova (URS) | 7.22    |
| 400 metres llisos detalls  | Verona Elder (GBR)      | 51.80   | Jarmila Kratochvílová (TCH) | 51.81   | Karoline Käfer (AUT)       | 51.90   |
| 800 metres llisos detalls  | Nikolina Shtereva (BUL) | 2:02.6a | Anita Weiß (GDR)            | 2:02.9a | Fiţa Lovin (ROM)           | 2:03.1a |
| 1500 metres llisos detalls | Natalia Mărășescu (ROM) | 4:03.5a | Zamira Zaytseva (URS)       | 4:03.9a | Svetlana Guskova (URS)     | 4:07.4a |
| 60 metres tanques detalls  | Danuta Perka (POL)      | 7.95    | Grażyna Rabsztyn (POL)      | 8.00    | Nina Morgulina (URS)       | 8.09    |
| Salt d'alçada detalls      | Andrea Mátay (HUN)      | 1.92    | Urszula Kielan (POL)        | 1.85    | Ulrike Meyfarth (FRG)      | 1.80    |
| Salt de llargada detalls   | Siegrun Siegl (GDR)     | 6.70    | Jarmila Nygrýnová (TCH)     | 6.42    | Lena Johansson (SWE)       | 6.27    |
| Llançament de pes detalls  | Ilona Slupianek (GDR)   | 21.01   | Marianne Adam (GDR)         | 20.11   | Judy Oakes (GBR)           | 15.66   |

## Medaller
| Núm. | País           | Or | Argent | Bronze | Total |
| ---- | -------------- | -- | ------ | ------ | ----- |
| 1    | RDA            | 4  | 3      | 1      | 8     |
| 2    | Unió Soviètica | 3  | 5      | 8      | 16    |
| 3    | Polònia        | 3  | 3      | 0      | 6     |
| 4    | Txecoslovàquia | 1  | 2      | 0      | 3     |
| 5    | Regne Unit     | 1  | 1      | 2      | 4     |
| 6    | Bulgària       | 1  | 1      | 1      | 3     |
| 7    | Finlàndia      | 1  | 1      | 0      | 2     |
| 8    | Romania        | 1  | 0      | 2      | 3     |
| 9    | Hongria        | 1  | 0      | 1      | 2     |
| 10   | Espanya        | 1  | 0      | 0      | 1     |
| 10   | Irlanda        | 1  | 0      | 0      | 1     |
| 10   | Suïssa         | 1  | 0      | 0      | 1     |
| 13   | RFA            | 0  | 2      | 2      | 4     |
| 14   | Itàlia         | 0  | 1      | 0      | 1     |
| 15   | Àustria        | 0  | 0      | 1      | 1     |
| 15   | Suècia         | 0  | 0      | 1      | 1     |
|      | TOTAL          | 19 | 19     | 19     | 57    |